# Кировская (станция метро, Самара)
«Ки́ровская» — станция Самарского метрополитена. Расположена на 1-й линии между станциями «Юнгородок» и «Безымянка».
Открыта 26 декабря 1987 года в составе первого пускового участка Куйбышевского метрополитена «Юнгородок» — «Победа».

## История
Строительство начато осенью 1980 года, постройка велась открытым способом. В 1984 году была готова платформенная часть. В 1986 году сдана под отделку.

## Название
Названа по одноимённому проспекту в честь государственного и партийного деятеля СССР Сергея Мироновича Кирова (1886—1934).

## Конструкция
Конструкция станции — односводчатая мелкого заложения (глубина заложения 12 метров).
В настоящее время из двух вестибюлей, оборудованных эскалаторами, работает только один. Один из вестибюлей (единственный наземный вестибюль подземной станции в Самарском метрополитене) располагается в центре Кировского рынка, c 2000 по 2015 г. был закрыт для входа и выхода на поверхность из-за предельного износа эскалаторов. Был проведён капитальный ремонт эскалаторов. Открытие после реконструкции произошло 16 ноября 2015 г.
Второй выход (также находится на территории Кировского вещевого рынка) на данный момент находится на реконструкции, находится между бывшей проходной Самарского подшипникового завода и железнодорожной станцией Пятилетка. Первоначально предполагалось совместить выход и железнодорожную станцию, создав пересадочный узел с пригородными электропоездами, но проект остался нереализованным.

## Привязка общественного транспорта

### Автобус
| №  | Пересадки                      | Конечный пункт 1 | Следует по улицам | Конечный пункт 2     |
| -- | ------------------------------ | ---------------- | --- | -------------------- |
| 21 | Пятилетка                      | Барбошина поляна | пр. Кирова — ул. Молодёжная — ул. Г. Димитрова — ул. Стара Загора — ул. Ташкентская — пр. К. Маркса — ул. Алма-Атинская — пр. Металлургов — ул. Вольская — ул. Воронежская (обратно: ул. Калинина) — ул. Победы — пр. Кирова            | Кировская            |
| 29 | Пятилетка Юнгородок            | Приволжский мкр. | ул. Г. Димитрова — ул. Стара Загора — пр. Кирова — Заводское ш. | Юнгородок            |
| 30 | Пятилетка                      | Дом печати       | ул. Авроры — Московское ш. — ул. Советской Армии — ул. Антонова Овсеенко — ул. Вольская — пр. Кирова | Завод «Экран»        |
| 38 | Пятилетка Юнгородок            | Юнгородок        | Заводское ш. — пр. Кирова — ул. Победы — ул. Калинина (обратно: ул. Воронежская) — ул. Вольская — ул. А. Матросова — ул. Ставропольская — ул. Ново-Вокзальная — ул. Стара Загора — ул. XX-го Партсъезда                                 | 9-й микрорайон       |
| 47 | Алабинская Пятилетка Юнгородок | Юнгородок        | Заводское ш. — пр. Кирова — ул. Стара Загора (обратно: Московское ш.) — ул. Советской Армии — Московское ш. — пр. Масленникова — ул. Ново-Садовая — ул. Самарская — ул. Л. Толстого — ул. Куйбышева — ул. Комсомольская — ул. С. Разина | Площадь Дзержинского |

### Трамвай
| №  | Пересадки                | Конечный пункт 1            | Следует по улицам | Конечный пункт 2     |
| -- | ------------------------ | --------------------------- | --- | -------------------- |
| 2  | Победа                   | Юнгородок                   | Заводское ш. — ул XX-го Партсъезда — ул. Ставропольская — ул. Антонова Овсенко — ул. Гаражная — 4-й проезд — ул. Врубеля | Постников овраг      |
| 3  |                          | Юнгородок                   | Заводское ш. — ул XX-го Партсъезда — ул. Гагарина — ул. Промышленности — ул. Аэродромная — ул. Партизанская — ул. Киевская — ул. Чернореченская — ул. Клиническая — ул. Больничная — ул. Владимирская (обратно: ул. Мичурина) — ул. Полевая — ул. Арцыбушевская — ул. Красноармейская — ул. Фрунзе — ул. Пионерская (обратно: ул. Венцека) | Ул. Чапаевская       |
| 8  | Пятилетка Средневолжская | Стадион «Металлург»         | ул. Алма-Атинская — ул. Олимпийская — ул. Победы — пр. Кирова | Безымянская ТЭЦ      |
| 10 | Пятилетка                | Юнгородок                   | ул. Железной Дивизии — пр. Кирова — ул. Победы — ул. Земеца | Костромской переулок |
| 25 | Пятилетка                | Барбошина поляна/пр. Кирова | ул. Демократическая — ул. Ташкентская — ул. Советская — ул. Победы — пр. Кирова | Безымянская ТЭЦ      |

### Троллейбус
| №  | Пересадки            | Конечный пункт 1       | Следует по улицам                                                                  | Конечный пункт 2 |
| -- | -------------------- | ---------------------- | ---------------------------------------------------------------------------------- | ---------------- |
| 8  | Пятилетка            | Барбошина поляна       | пр. Кирова                                                                         | Завод «Экран»    |
| 12 | Московская Пятилетка | Железнодорожный вокзал | ул. Агибалова — ул. Коммунистическая — ул. Московская — Московское ш. — пр. Кирова | Завод «Экран»    |
| 13 | Пятилетка            | Кинотеатр «Шипка»      | ул. Стара Загора — пр. Кирова                                                      | Завод «Экран»    |
| 18 | Пятилетка            | 15-й микрорайон        | ул. Алма-Атинская — ул. Стара Загора — пр. Кирова                                  | Завод «Экран»    |

- Маршрутное такси:
  - № 203 «станция метро „Кировская“ — Санаторий „Самарский“»
  - № 207 «Хлебная пл. — Безымянская ТЭЦ»
  - № 213 «Кабельный завод — Кабельный завод»
  - № 247 «Причал № 6 — Завод „Экран“»
  - № 261 «Причал № 6 — АТП ЗАО „Агро-Авто“»
  - № 266 «Юнгородок — Ж/Д вокзал»
  - № 297 «Причал № 6 — АТП ЗАО „Агро-Авто“»

## Художественное оформление
Оформление станции разработал архитектор Ф. А. Симонян. Пол — гранит теплых тонов, на стенах ленты из мрамора. Потолок арочный белый, подсвеченный белым светом создает иллюзию объёма.
В торцах платформы художественные панно из красного туфа, славящие созидательный труд человека. Выбор темы обусловлен тем, что станция расположена в центре промышленной зоны города и предназначалась для подвоза рабочих к многочисленным заводам.

## Путевое развитие
Станция с путевым развитием — 4 стрелочных перевода, пошёрстный съезд, 1 станционный путь для оборота и отстоя подвижного состава и 1 предохранительный тупик.

## Фотогалерея

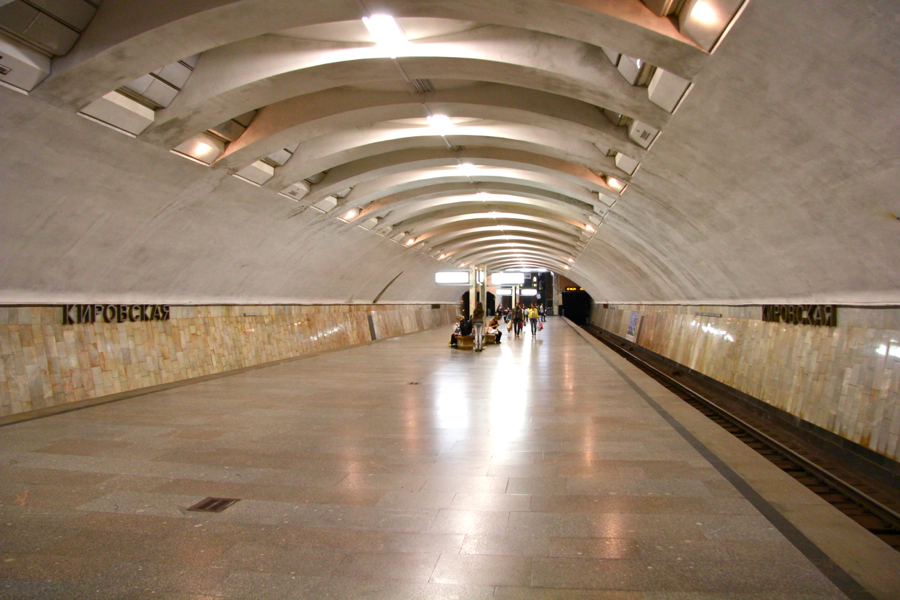
Платформа станции
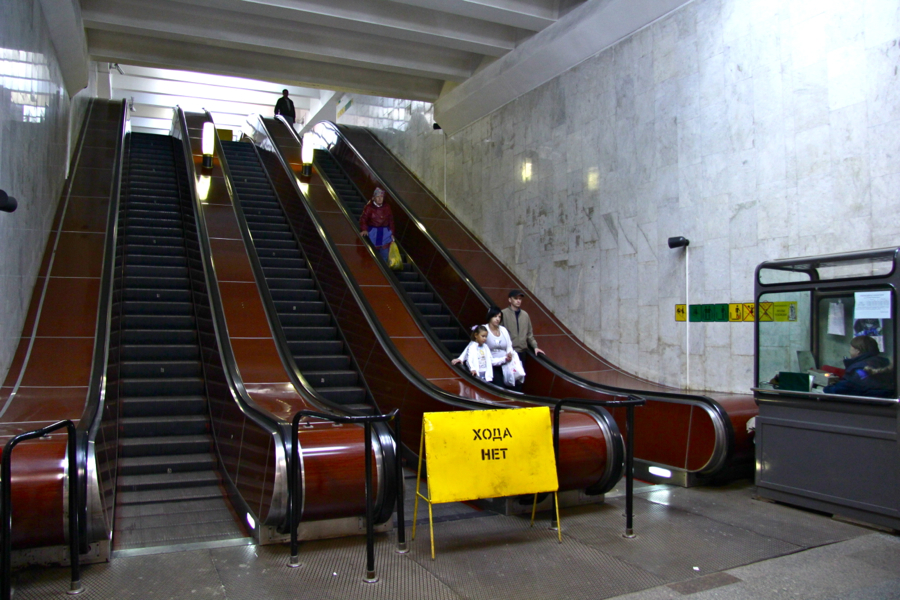
Эскалаторы
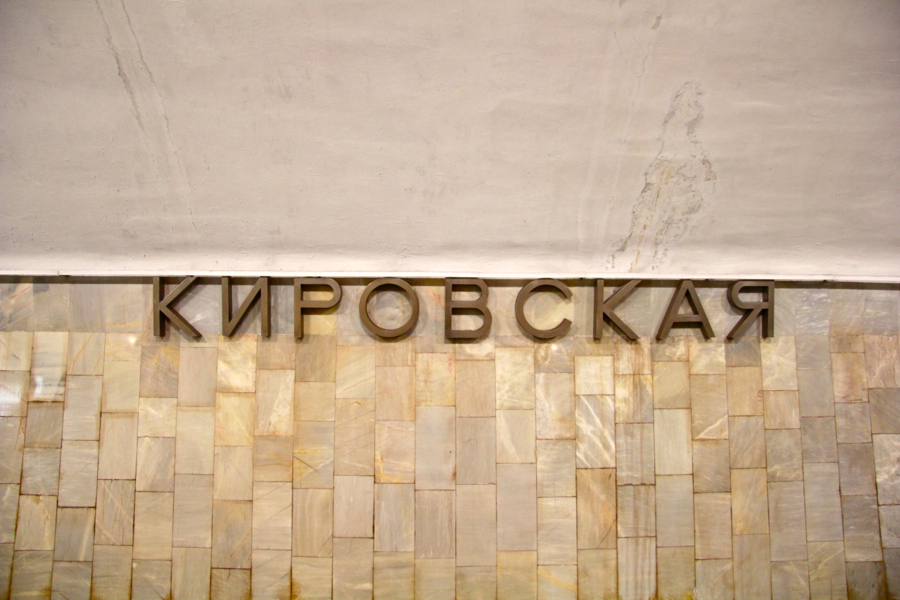
Название станции
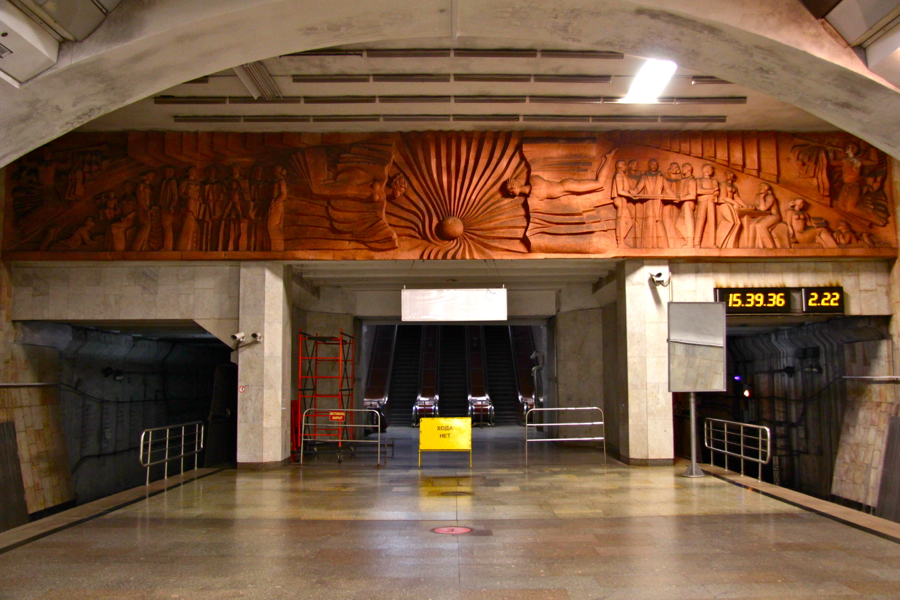
Панно
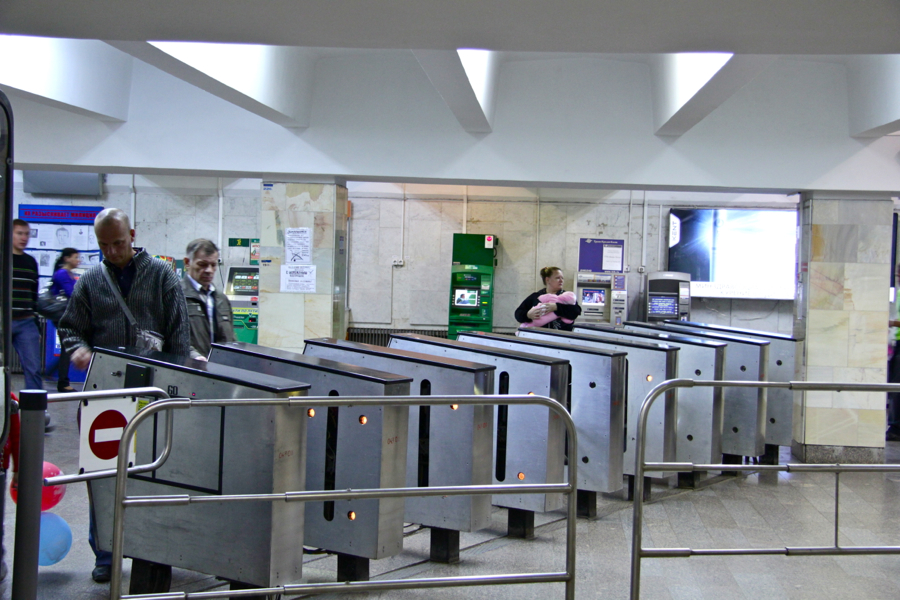
Вестибюль станции
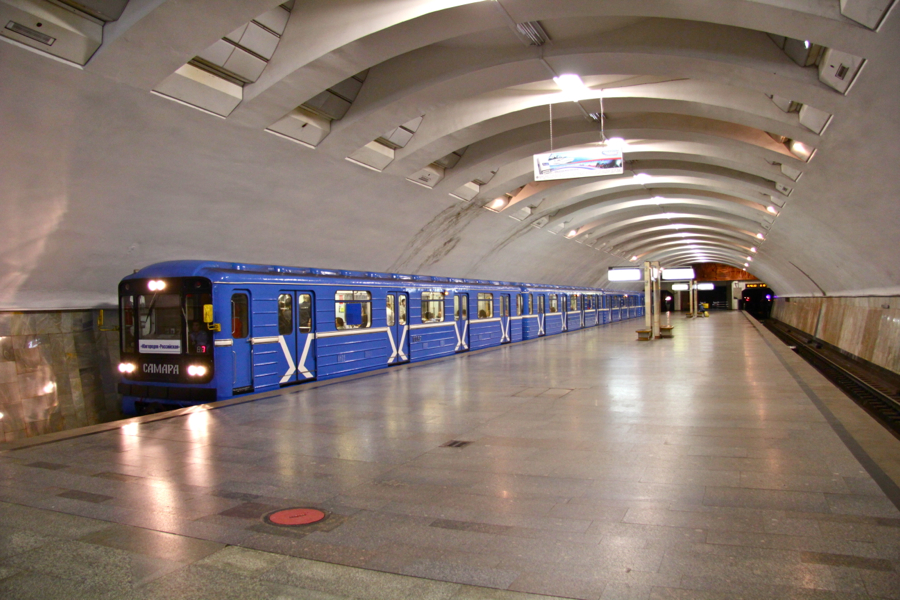
Поезд прибывает на станцию
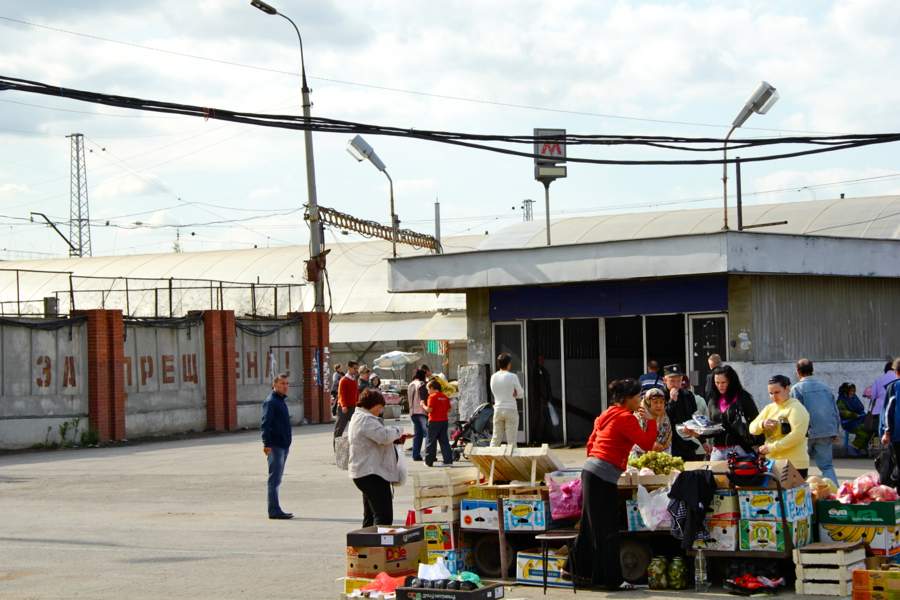
Вход в подуличный переход
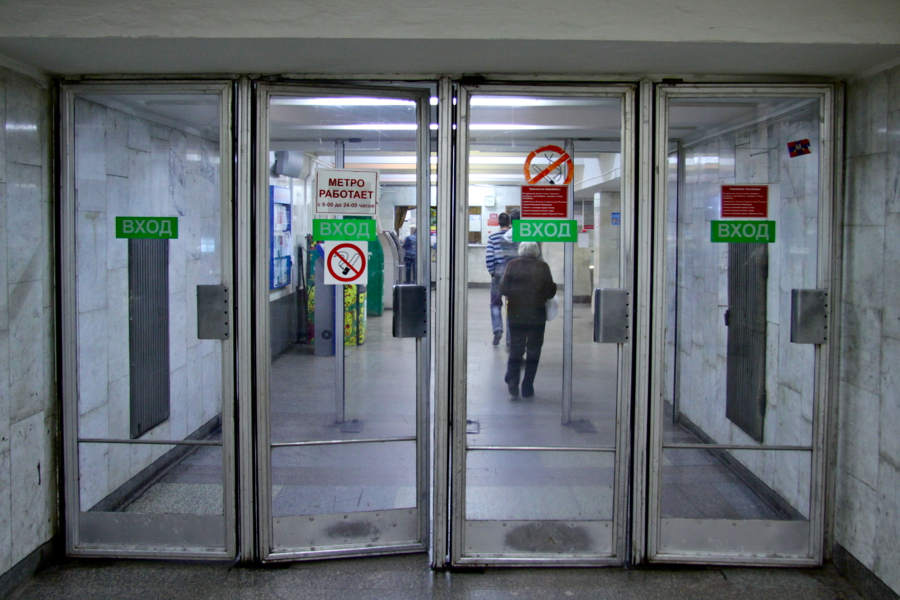
Вход на станцию